# Igreja de Santa Margarida (Streatley)
A Igreja de Santa Margarida é uma igreja listada como Grau I em Streatley, Bedfordshire, na Inglaterra. Tornou-se um edifício listado no dia 3 de fevereiro de 1967.